# Józef Raźny

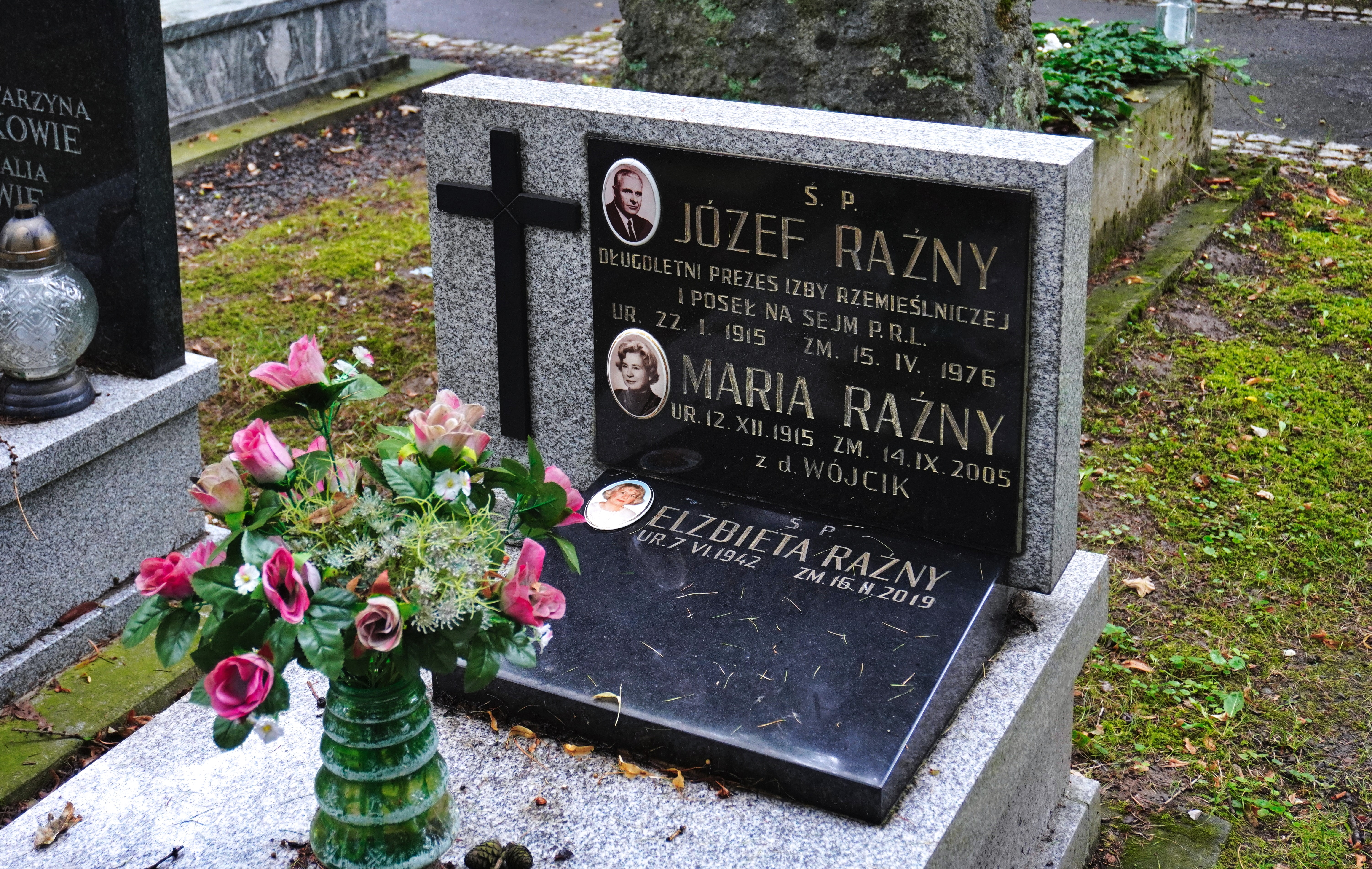
Grób Józefa Raźnego na Cmentarzu Rakowickim w Krakowie

Józef Raźny (ur. 22 stycznia 1915 w Krakowie, zm. 15 kwietnia 1976 tamże) – polski rzemieślnik i działacz społeczny, mistrz mechaniki precyzyjnej i maszyn biurowych, poseł na Sejm PRL II, III i IV kadencji (1957–1969).

## Życiorys
Był synem Jakuba i Małgorzaty, posiadał wykształcenie średnie. Do 1939 pracował jako czeladnik w spółce „Block-Braun” w Krakowie. W latach 1939–1940 był jeńcem wojennym. W 1945 założył warsztat naprawczy maszyn biurowych. Był współtwórcą Cechu Mechaników i Optyków, Zegarmistrzy i Jubilerów oraz Grawerów i Brązowników w Krakowie. Zakładał Spółdzielnię Rzemieślniczą Mechaników i Optyków. Od 1948 działacz Stronnictwa Demokratycznego, z jego ramienia zasiadał (od 1950) w Miejskiej Radzie Narodowej Krakowa. W 1948 został komisarycznym przewodniczącym Wojewódzkiego Zarządu Cechu Mechaników i Optyków, a w 1950 objął analogiczną funkcję w Zarządzie Okręgowym Cechów w Krakowie. Zasiadał też w Zarządzie Głównym Towarzystwa Przyjaźni Polsko-Radzieckiej.
Po odwilży październikowej przez w okresie 1956–1959 był przewodniczącym Wojewódzkiego Komitetu SD w Krakowie; w latach 1953–1956 i 1959–1967 był jego wiceprzewodniczącym. Od 1954 zasiadał w Centralnym Komitecie SD. Sprawował mandat posła na Sejm PRL II, III i IV kadencji. Pracował w Komisjach Przemysłu Lekkiego, Rzemiosła i Spółdzielczości Pracy oraz Komunikacji i Łączności (1957–1961), Handlu Zagranicznego oraz Planu Gospodarczego, Budżetu i Finansów (1961–1969). Był członkiem Ogólnopolskiego Komitetu Frontu Jedności Narodu.
Odznaczony Krzyżem Kawalerskim i Oficerskim Orderu Odrodzenia Polski, Srebrnym (1954) i Złotym (dwukrotnie) Krzyżem Zasługi oraz Odznaką 1000-lecia Państwa Polskiego. Zasłużony Działacz SD.
Pochowany na cmentarzu Rakowickim (XIB/1/10).